# Peter Phillips
Peter Mark Andrew Phillips (nat el 15 de novembre de 1977) és el primer fill i únic fill home de la Princesa Anna, Princesa Reial, i del seu primer espòs el capità Mark Phillips. És el net gran de la reina Elisabet II i del príncep Felip, Duc d'Edimburg.
Nascut el 1977, Peter Phillips no gaudeix d'un títol o estil reial per decisió dels seus pares, igual que la seva germana Zara, i és actualment el catorzè en la línia de successió al tron Britànic. Després de graduar-se a la universitat el 2000, ha treballat per a Jaguar Racing, seguit per Williams F1. Mentre treballada per Williams F1 al Canadà el 2003, va conèixer a Autumn Patricia Kelly, amb la qual es va casar a la Capella de Sant Jordi al Castell de Windsor, el 2008. Phillips té un baix perfil públic, amb cap servei ni obligacó reial, i actualment treballa per al Royal Bank of Scotland.

## Naixement
Peter Phillips va néixer a les 10:46 el 15 de novembre de 1977 a l'Hospital de St. Mary 's a Paddington, a l'Oest de Londres. Va ser el primer fill de la Princesa Anna i Mark Phillips que havien contret matrimoni el 1973. Es va dir que els seus pares van rebutjar ofertes de la Reina perquè li fos atorgat al seu pare un títol nobiliari el qual hauria fet que Peter hagués nascut a la noblesa; no sent així Peter va ser el primer net legítim d'un monarca en haver nascut com un plebeu, sense cap títol noble o reial, en més de 500 anys. Al seu naixement era cinquè en la línia de successió al tron Britànic, i va romandre així fins al naixement del seu cosí el príncep Guillem el 1982. En el moment del seu naixement va haver-hi 41 salves de canó des de la Torre de Londres.

### Bateig
Va ser batejat Peter Mark Andrew Phillips el 22 de desembre de 1977 per l'Arquebisbe de Canterbury Donald Coggan al Saló de Música del Palau de Buckingham. Els seus padrins van ser el Príncep de Gal·les, Geoffrey Tiarks, Capità Hamish Lochare, Lady Cecil Cameron de Lochiel i la Sra. De Timothy Holderness-Roddam. La Princesa Anna i el Capità Phillips, que van tenir una filla, Zara a 1981, van tractar d'assegurar-se que els seus fills no estan en la llum dels mitjans.

## Joventut
Peter Phillips va anar a la Port Regis Prep School a Shaftesbury, Dorset abans de seguir a altres membres de la Família Reial a la Gordonstoun School a Moray, Escòcia. Després va anar a la Universitat d'Exeter i es va graduar en Ciències esportives. Un entusiasta dels esports, Phillips va jugar rugbi per a escoles escoceses.
Després de la mort de Diana, Princesa de Gal·les, Peter va ser conegut com un suport per al seu cosí el príncep Guillem.

## Vida Post-universitària
Després de la seva graduació en 2000, Phillips va treballar per a Jaguar Racing com a gerent corporatiu hospitalari i després va treballar per a l'equip de carreres de WilliamsF1, on va ser el gerent de comptes de patrocinis. Al setembre de 2005, va deixar WilliamsF1 per treballar al Royal Bank of Scotland a Edimburg.
Al contrari que la seva germana Zara, la vida privada de Peter rarament es publicarà. Peter va estar sortint dos anys amb l'hereva americana Elizabeth IORO, i en 2001 van estar vivint junts per vuit mesos. Després, va tenir una relació per quatre mesos amb Tara Swen, una hostessa.

## Relació amb Autumn Kelly
El 2003, Phillips va conèixer a Autumn Kelly, una consultora de gestió canadenca, al Gran Premi del Canadà a Mont-real. El seu compromís va ser anunciat el 28 de juliol de 2007. La Reina va donar el seu consentiment per al matrimoni en una reunió del Consell Privat el 9 d'abril de 2008. Peter és el primer net de la Reina a casar-se.
Abans del seu matrimoni, Autumn Kelly es va convertir del catolicisme a l'anglicanisme. Si hagués romàs catòlica, el seu espòs hauria perdut el seu lloc en la línia de successió al tron britànic, per l'Acta d'Establiment de 1701.
Es van casar el 17 de maig de 2008 a la Capella de Sant Jordi, al Castell de Windsor. El servei va ser conduït per David Conner, el degà de Windsor.